# PLMA 241-142 YAT
Les 241-142 YAT étaient des locomotives Garratt qui ont été utilisées par la Compagnie des chemins de fer de Paris à Lyon et à la Méditerranée (PLM) pour l'exploitation de la ligne Blida - Djelfa du PLM réseau d'Algérie (PLMA). Avec la création des Chemins de fer algériens (CFA) en 1939, ils sont devenus les 241+142 YAT.

## Historique
Au début des années 1930, les locomotives à quatre essieux accouplés ne suffisaient plus à l'augmentation du trafic sur la ligne à voie étroite de l'écartement 1 055 mm Blida - Djelfa. Ces locomotives ne pouvaient tirer que des trains de 190 tonnes à une vitesse de 15 km/h sur la ligne qui présentait des pentes 25 pour mille et des courbes d'un rayon de 125 mètres seulement. Une augmentation de la force de traction ne pouvait être obtenue qu'en augmentant le nombre d'essieux moteurs, ce qui n'était possible qu'avec une locomotive articulée.
La PLM, qui exploitait le réseau algérien, a donc décidé d'acheter quatre locomotives Garratt double Mountain, construites en 1931 par la Société franco-belge sous les numéros d'usine 2673-2676. Ces locomotives étaient capables de remorquer des trains de 400 tonnes à une vitesse de près de 20 km/h sur des rampes de 25 pour mille.

## Technique
La locomotive est composée de deux bogies moteurs reliés par un châssis rigide qui supporte la chaudière et l'abri. Chaque bogie est équipé de sa distincte machine à deux cylindres qui entraîne quatre roues couplées. Un bogie avant, un bissel arrière et l'amincissement des boudins des premier et troisième essieux accouplés améliorant l'inscription du bogie moteur dans les courbes. Les bogies moteurs sont orientés avec le bissel vers le centre de la locomotive. Ils portent aussi les approvisionnements : le bogie avant porte une caisse à eau d'une capacité de 14,5 m², l'arrière une caisse à eau d'une capacité de 14 m² et la soute à charbon d'une capacité à 6 t. Les deux caisses à eau sont reliées par un tuyau longeant le châssis chaudière sur le tablier latéral droit. Pour permettre l'entretien du faisceau tubulaire de la chaudière, la caisse à eau avant est évidée sur le côté de la boite à fumée et peut être soulevée et poussée vers l'avant grâce à un dispositif spécial. Les locomotives étaient équipées de l'attelage automatique de type Willison qui a été utilisé pour la première fois en Afrique du Nord.
Contrairement aux locomotives conventionnelles, la chaudière des locomotives Garratt n'est pas limitée par le train de roues situé en dessous. Elle a donc été conçue relativement courte, avec un grand diamètre et une large foyer Belpair. La longueur des tubes n'était que de 3,8 m pour une surface de chauffe des tubes de 173 m².

Images
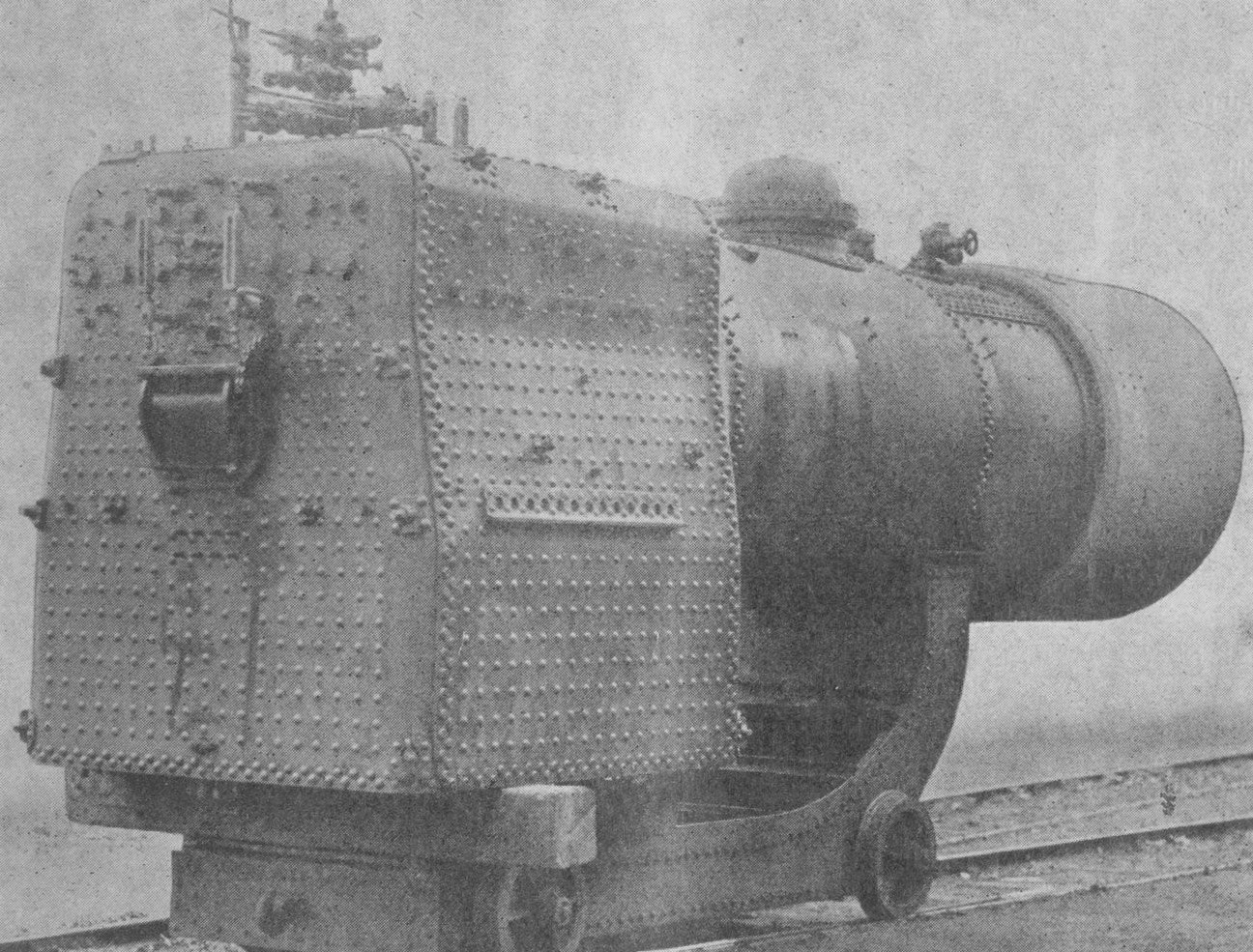
Chaudière sans revêtement
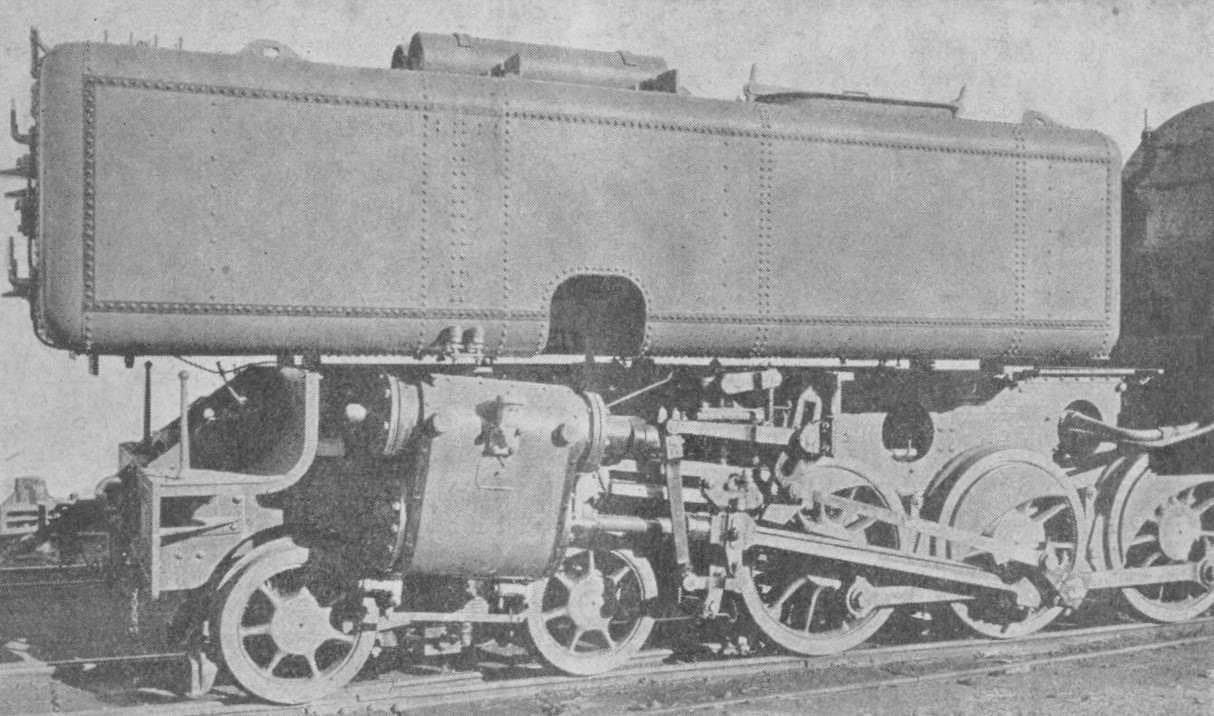
Bogie moteurs avant avec caisse à eau en position avancée pour l'entretien de la chaudière
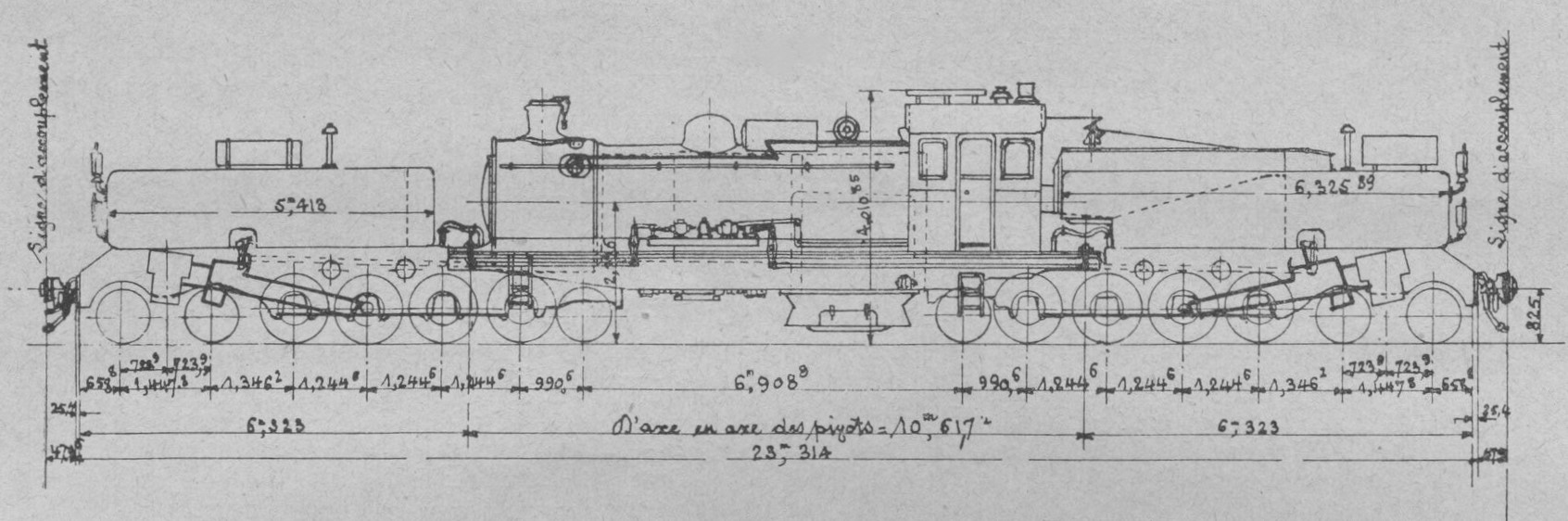
Dessin de la locomotive